# 伯頓 (密蘇里州)
伯頓（英語：Burton）是位於美國密蘇里州霍華德縣的非建制地區。

## 歷史
伯頓的郵局於1873年設立，其後於1935年停運。

## 地理
伯頓所處的海拔為高於海平面206米（即676英呎），而該地所採用的時區為UTC-6，即北美中部時區（CST）。同時該地設有夏令時間，為UTC-6調快一小時，即UTC-5（CDT）。